# Галаганівка (Новгород-Сіверський район)
Галага́нівка — село в Україні, у Семенівській міській громаді Новгород-Сіверського району Чернігівської області. Населення становить 161 осіб. До 2017 орган місцевого самоврядування — Галаганівська сільська рада.

## Географія
Село розташоване на правому березі річки Мариці.

## Історія
За даними на 1859 рік у власницькому селі Новгород-Сіверського повіту Чернігівської губернії мешкало 422 особи (221 чоловічої статі та 201 — жіночої), налічувалось 56 дворових господарств, існував винокурний завод.
Станом на 1886 у колишньому власницькому селі Костобобрівської волості мешкало 581 особа, налічувалось 69 дворових господарства, існували постоялий двір, постоялий будинок.
За даними на 1893 рік у поселенні мешкало 567 осіб (292 чоловічої статі та 275 — жіночої), налічувалось 84 дворових господарства.
За переписом 1897 року кількість мешканців зменшилась до 511 особи (240 чоловічої статі та 271 — жіночої), з яких всі — православної віри.
12 червня 2020 року, відповідно до Розпорядження Кабінету Міністрів України № 730-р «Про визначення адміністративних центрів та затвердження територій територіальних громад Чернігівської області», увійшло до складу Семенівської міської громади.
19 липня 2020 року, в результаті адміністративно-територіальної реформи та ліквідації Семенівського району, село увійшло до Новгород-Сіверського району.

## Постаті
- Афанасенко Віктор Миколайович (1973—2015) — старшина Збройних сил України, учасник російсько-української війни[7]